# Achselschwang
Achselschwang ist ein Ortsteil der Gemeinde Utting am Ammersee im oberbayerischen Landkreis Landsberg am Lech.

## Geografie
Das Gut Achselschwang am oberen Lauf der Schweinach liegt ca. vier Kilometer nordwestlich von Utting am Ammersee.

## Geschichte
Gut erhalten ist die Keltenschanze südlich von Achselschwang. 

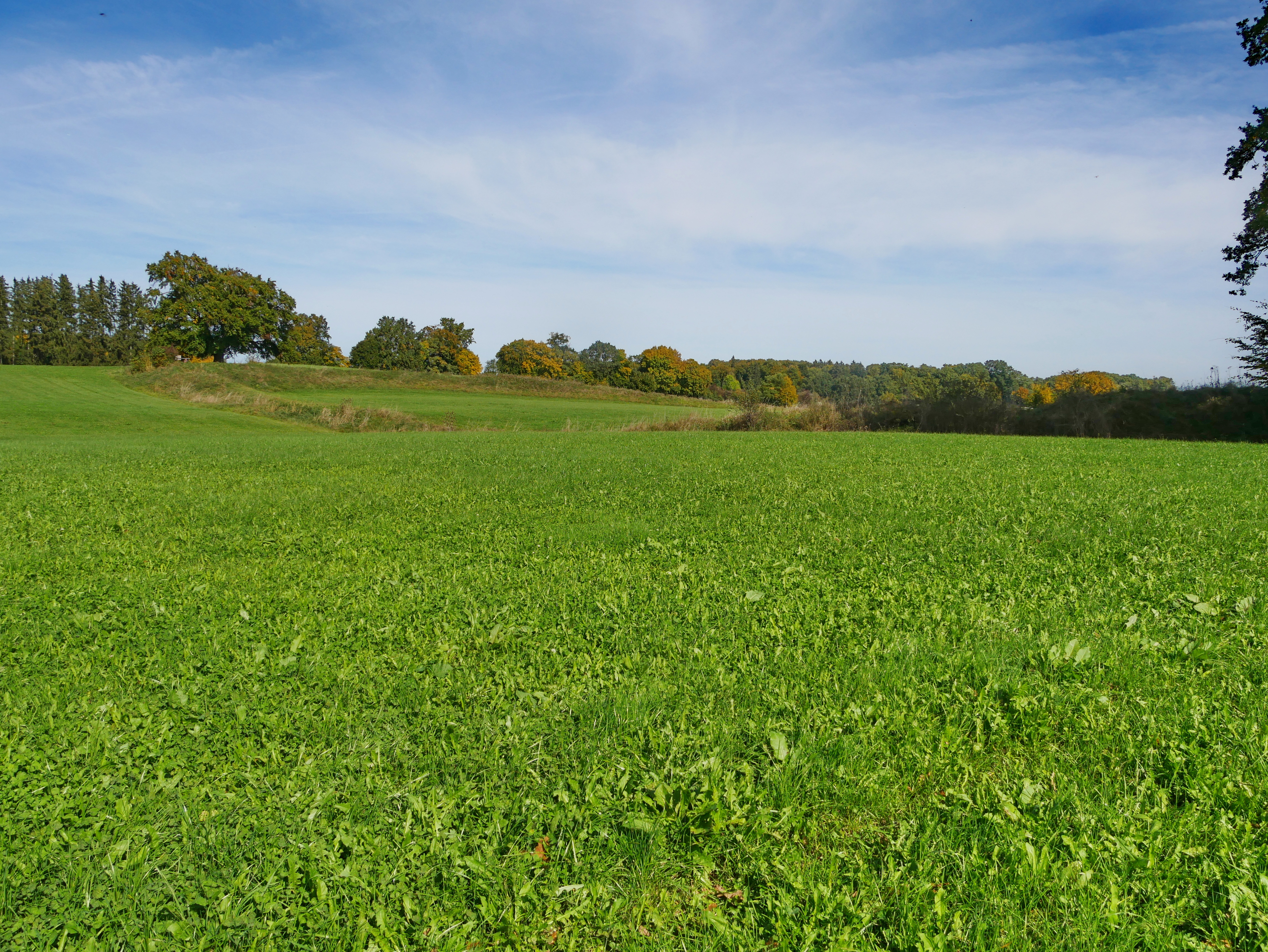
Die NW-Ecke der Viereckschanze von SW her gesehen

In römischer Zeit führte die Via Raetia durch das Gebiet des Gutes. Erstmals urkundlich erwähnt wird Achselschwang 760 in einer Urkunde Tassilo III., in der er dem Kloster Wessobrunn die Einnahmen des Gutes vermachte. In den Jahren 1141 und 1197 wird dieses Recht päpstlich bestätigt. Im Rahmen eines Tausches kam Achselschwang 1388 in den Besitz des  Klosters Dießen.
Im Jahr 1622 begann die Pferdezucht auf Achselschwang, das Gut wurde jedoch bereits im Dreißigjährigen Krieg von schwedischen Truppen geplündert und 1803, im Zuge der Säkularisation, fast das gesamte Inventar versteigert. Bereits 1813 wurde hier jedoch wieder ein Militärfohlenhof eingerichtet. 1864 wurde das königliche Stammgestüt nach Achselschwang verlegt und 1952 wieder aufgelöst.
Seit 1953 befindet sich auf dem Gutsgelände das Lehr-, Versuchs- und Fachzentrum für Milchvieh- und Rinderhaltung Achselschwang des bayerischen Staates.
Das Gut gehörte bis zum 31. Dezember 1971 zur ehemals eigenständigen Gemeinde Hechenwang und wurde am 1. Januar 1972 nach Utting am Ammersee eingemeindet.
Die Pferdehaltung und der Reitbetrieb wurden ab 2003 verpachtet. Seit 2020 ist das Lehr-, Versuchs- und Fachzentrum für Milchvieh- und Rinderhaltung ein Netto-Staatsbetrieb und gehört seit dem 1. Januar 2020 zu den Bayerischen Staatsgütern. Im Zuge der neuen Wirtschaftsform wurde die Lehranstalt in „Versuchs- und Bildungszentrum Rinderfütterung Staatsgut Achselschwang“ umbenannt und ist für die Weiterbildung von angehenden Landwirten und Ladwirtinnen zuständig. Unter anderem führt das Staatsgut Fütterungsversuche im Rahmen einer  umweltfreundlicheren Milchwirtschaft durch.

## Baudenkmäler
Siehe: Liste der Baudenkmäler in Achselschwang

## Bodendenkmäler
Siehe: Liste der Bodendenkmäler in Utting am Ammersee